# Île Bouvet
Pour les articles homonymes, voir Bouvet.
L'île Bouvet (en norvégien Bouvetøya) est une île volcanique norvégienne inhabitée de l'océan Atlantique sud située à la limite nord de la plaque antarctique, à 1 695 km au nord du continent antarctique, à 1 859 km à l'est de l'île Montagu, dans l'archipel des îles Sandwich du Sud, et à 2 518 km au sud-sud-ouest du cap de Bonne-Espérance. Nommée d'après son découvreur français Jean-Baptiste Charles Bouvet de Lozier, elle est possession norvégienne depuis 1927.

## Géographie

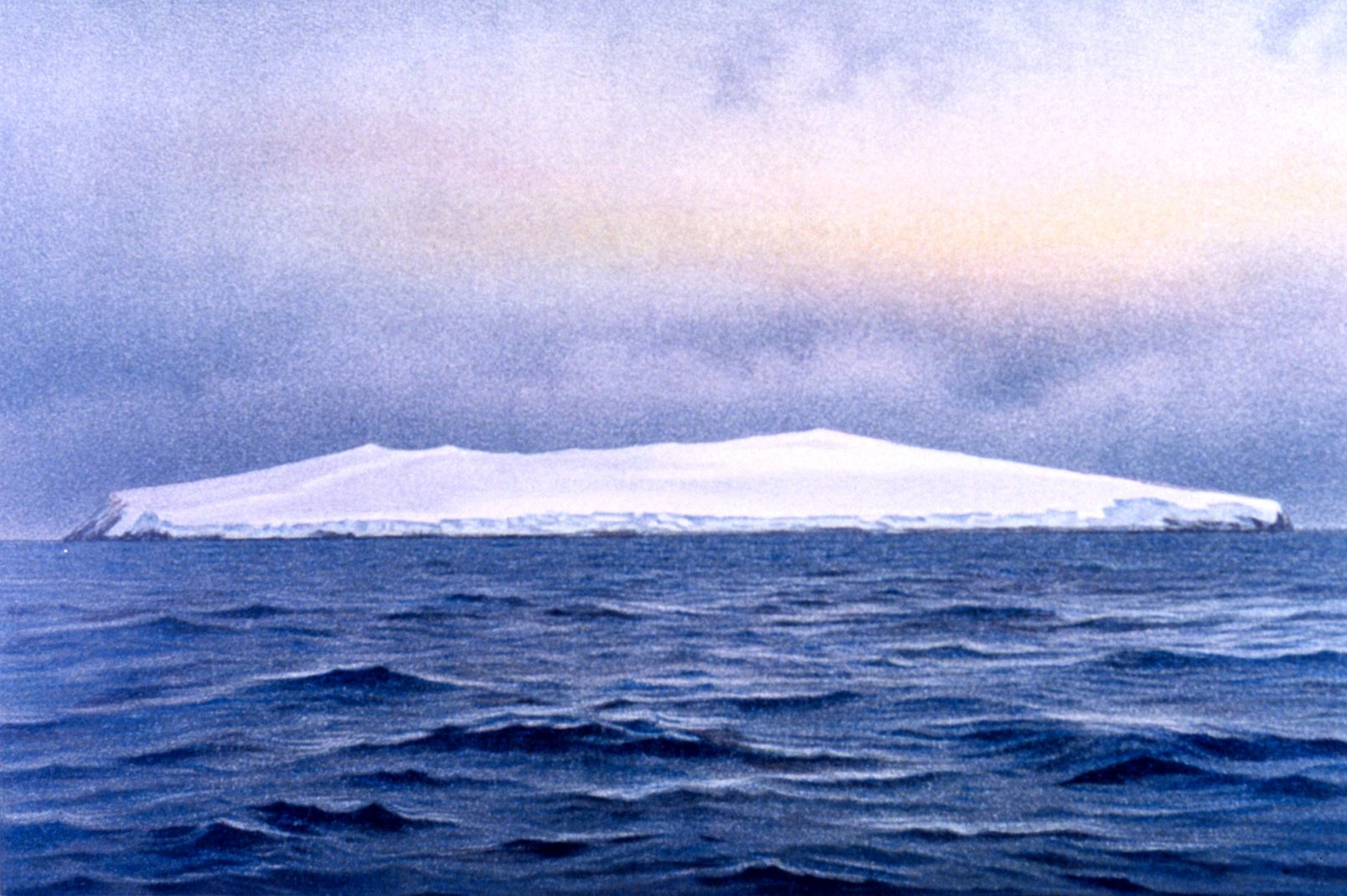
L'île Bouvet - une terre difficile d'approche.

L'île Bouvet, qui appartient à la Norvège, est une île inhabitée dans l'océan Atlantique sud dont le point culminant, appelé Olavtoppen, atteint 780 m. D'une superficie de 49 km2, elle est couverte à 93 % par une épaisse calotte glaciaire qui bloque les côtes au sud et à l'est.

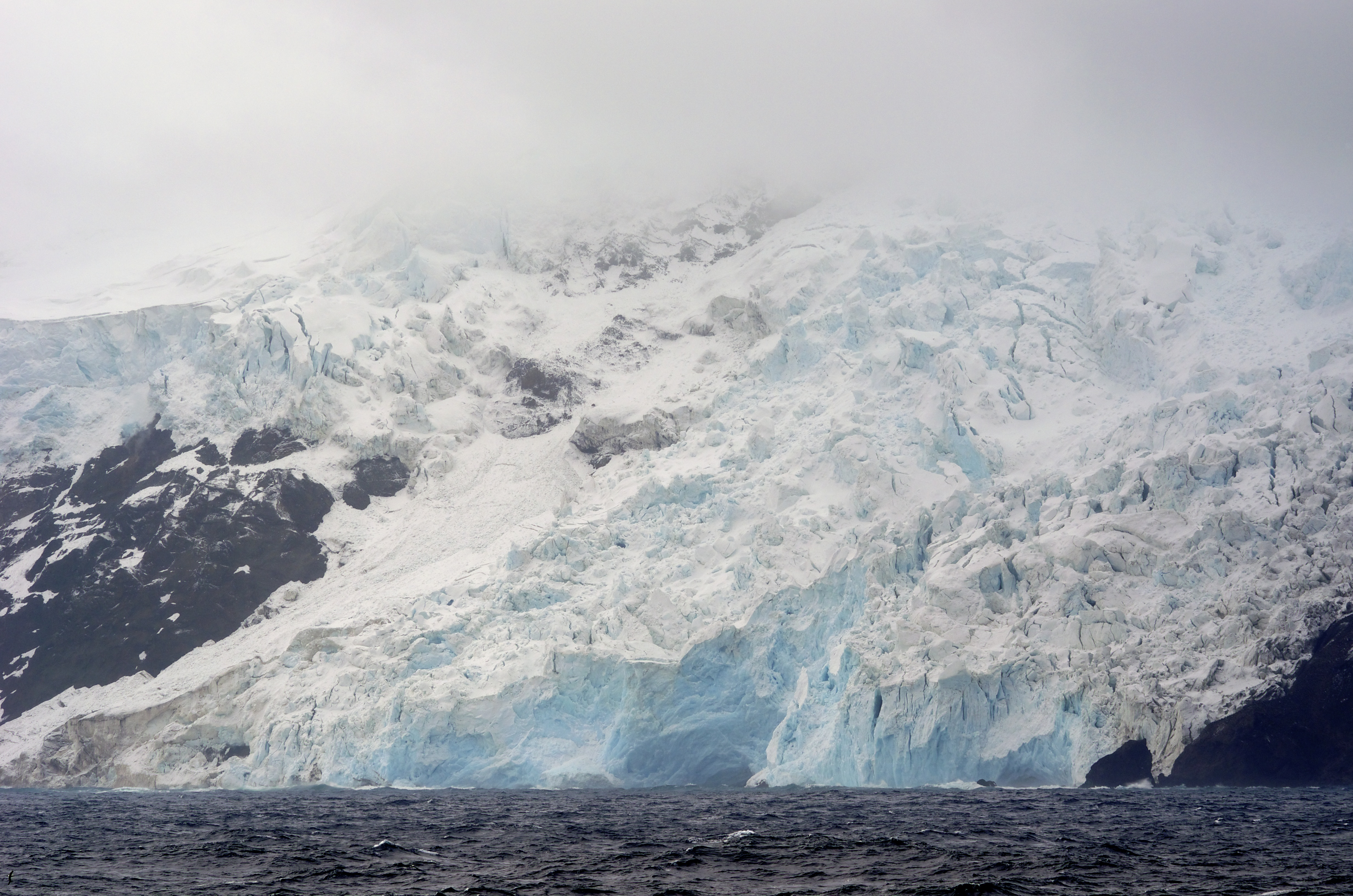
Glacier de la côte ouest de l'île Bouvet.

Ses 29,6 kilomètres de littoral sont souvent entourés par des glaces dérivantes. Chaque été austral, des pans de glaciers tombent des hautes falaises d'origine volcanique dans la mer ou sur les plages de sable noir. L'île ne bénéficiant d'aucun port, il est particulièrement difficile pour les navires de s'en approcher ; l'hélicoptère embarqué s'avère ainsi le moyen le plus aisé pour y accéder. Sur la côte ouest, un récif de roche de lave, apparu entre 1955 et 1958, est devenu un site de nidification pour les oiseaux.
La température annuelle moyenne est de −0,7 °C, et l'île présente une faible amplitude thermique ; en été, les températures s'élèvent rarement à plus de + 2,0 °C. En raison du climat rigoureux et de la faible superficie libre de glace, il n'existe qu'une maigre végétation de lichens et de mousses. La faune se compose notamment de phoques, d'éléphants de mer, d'oiseaux de mer et de plusieurs espèces de manchots : manchot Adélie, manchot à jugulaire, gorfou doré.
L'Île Bouvet fait partie des îles les plus isolées du monde, la terre la plus proche est la terre de la Reine-Maud, elle-même inhabitée, située à 1 696 km au sud.

### Climat
L'île Bouvet a un climat de type ET (polaire de toundra) avec comme record de chaleur 10,6 °C les 14 et 15 décembre 2004 et le 14 mars 2005. Comme record de froid : −18,7 °C les 8 et 9 septembre 2005. La température moyenne annuelle est de −0,7 °C.
| Mois                              | jan. | fév. | mars | avril | mai  | juin  | jui.  | août | sep.  | oct.  | nov. | déc. | année |
| --------------------------------- | ---- | ---- | ---- | ----- | ---- | ----- | ----- | ---- | ----- | ----- | ---- | ---- | ----- |
| Température minimale moyenne (°C) | 0    | 0,2  | −0,1 | −0,6  | −2,2 | −4    | −5,2  | −5,4 | −5,2  | −3,5  | −2,1 | −0,8 | −2,7  |
| Température moyenne (°C)          | 2,1  | 2,5  | 1,9  | 1,2   | −0,3 | −2,3  | −3,3  | −3,2 | −2,9  | −1,3  | 0    | 1,5  | −0,7  |
| Température maximale moyenne (°C) | 4,2  | 4,8  | 3,8  | 3     | 1,6  | −0,5  | −1,3  | −0,8 | −0,6  | 1     | 2,1  | 3,8  | 1,4   |
| Record de froid (°C)              | −2,6 | −2,2 | −3,2 | −4,7  | −9,7 | −10,2 | −14,8 | −15  | −18,7 | −15,2 | −8,4 | −4,1 | −18,7 |
| Record de chaleur (°C)            | 10,2 | 10,2 | 10,6 | 7,7   | 5,6  | 5,2   | 3,8   | 5,9  | 7,3   | 8,7   | 8,3  | 10,6 | 10,6  |

## Histoire

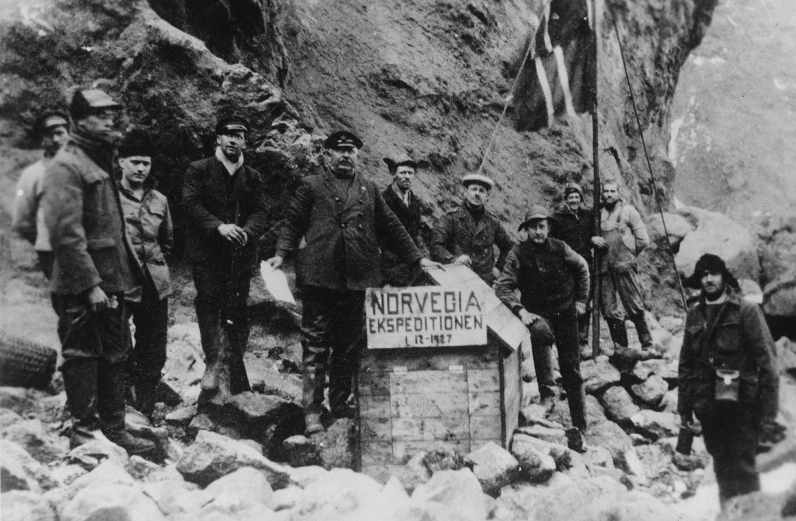
Photo de l'expédition norvégienne qui annexe l'île en 1927.

L'Île Bouvet fut découverte, le 1er janvier 1739, par le français Jean-Baptiste Bouvet de Lozier, commandant de l'expédition australe menée, au nom du roi de France Louis XV, par les frégates L'Aigle et Marie. Ne sachant pas s'il s'agissait d'une île ou de l'extrémité septentrionale d'un hypothétique continent antarctique, Bouvet baptisa cette terre cap de la Circoncision, du nom de la fête religieuse du jour de la découverte.
En 1772, lors de son deuxième voyage autour du monde à bord du Resolution, James Cook, équipé du nouveau chronomètre de précision K1, permettant une mesure fiable de la longitude, chercha l'île trois semaines durant et ne trouva rien. Il se mit à douter de l’existence de cette terre, pensant que l'île était une île fantôme et que Bouvet avait dû apercevoir un iceberg géant qui, par mauvais temps, pouvait apparaître comme une terre couverte de glace en raison de sa partie inférieure sombre.
En 1808, un baleinier anglais, James Lindsay, aperçut une île dans cette région et la nomma Lindsay Island, mais la longitude était différente de celle enregistrée par Bouvet.

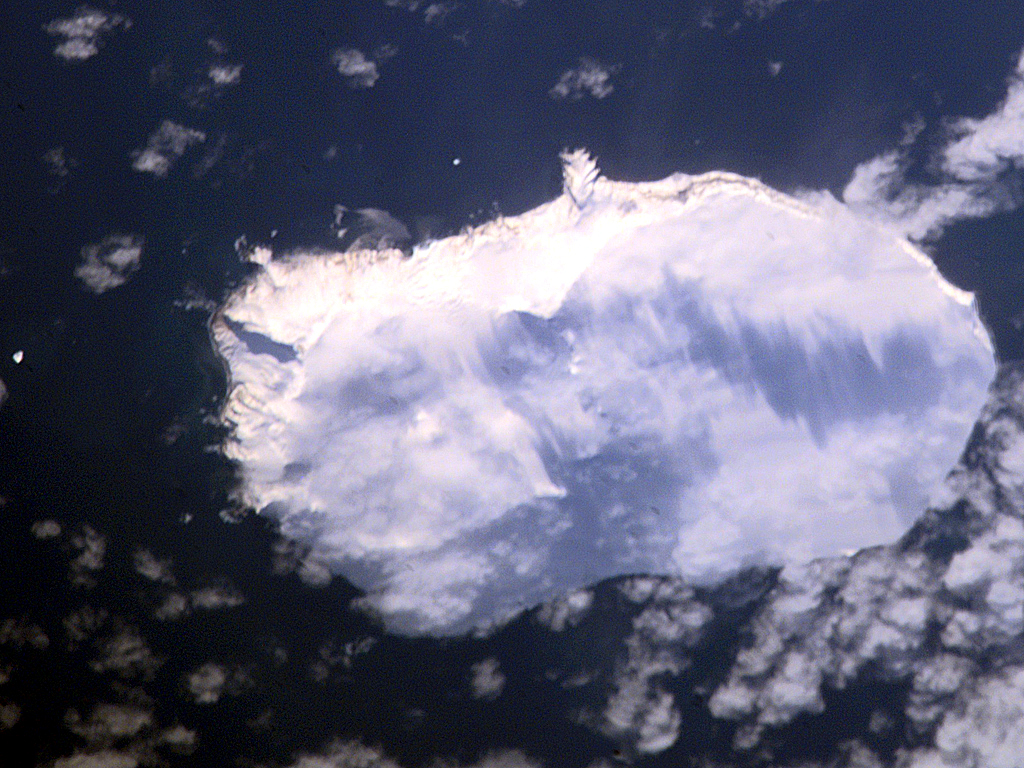
Image satellite de l'île Bouvet (NASA).

Le premier homme ayant foulé le sol de l'île Bouvet fut vraisemblablement, en 1822, le capitaine Benjamin Morrell qui, en compagnie de son équipage, chassait le phoque, mais faute d'avoir communiqué des relevés précis et d'avoir eu la prétention de baptiser cette nouvelle terre, il rata l'occasion d'être le re-découvreur de l'île.
En 1825, un autre Anglais, George Norris, décrivit une île par 54° Sud semblable à celle décrite par Bouvet. Il l’appela Liverpool, y accosta et prétendit en prendre possession au nom du roi George IV. Mais il signala également une autre île au nord-est sur laquelle il accosta et qu'il nomma Thompson, ce qui portait la confusion à son comble. L’île Bouvet existait-elle vraiment ? Auquel de ces accostages correspondait-elle ?
Le mystère aurait été éclairci, en 1898, par l’expédition allemande Valdivia qui, après des mois de ratissage systématique de la zone, retrouva l’île Bouvet,. L'exploration des alentours sembla prouver que les îles Lindsay, Liverpool et Thompson n’étaient en fait qu’une seule et même île, l’île Bouvet, les navigateurs ayant été trompés par les conditions météorologiques, l'absence d'un ciel clair permettant, la nuit, de les renseigner sur leur position, et d'une terre proche leur servant de point de repère. Au début des années 1960, une nouvelle étude révèle que l'île Thompson serait en réalité une île fantôme disparue dans une éruption volcanique dans les années 1890.
En 1927, Bouvet devint une île norvégienne; en effet, personne n'y avait encore séjourné, ce que fit un équipage norvégien qui y vécut pendant un mois. Les baleiniers norvégiens rebaptisèrent l’île : Bouvetøya. En 1971, la Norvège déclara l'île Bouvet et les eaux environnantes réserve naturelle. Le pays y installa, en 1977, une station météo automatisée.
En 1964, un canot de sauvetage abandonné fut découvert sur les rivages de l'île, avec des provisions à son bord ; cependant, les passagers de cette embarcation ne furent jamais retrouvés,. Il est probable que l'embarcation ait été abandonnée sur l'île par l'expédition soviétique Slava en novembre 1958, les occupants ayant dû être évacués de l'île par hélicoptère en raison du mauvais temps.

Le 22 septembre 1979 eut lieu l'incident Vela : un satellite enregistra un flash de lumière pouvant être interprété comme une explosion nucléaire entre l'île Bouvet et l'archipel du Prince-Édouard.

La côte occidentale de l'île.

Les 20 et 21 février 2012, le navire d'expédition Hanse Explorer s'est rendu jusqu'à l'île Bouvet, dans le cadre de L'Expédition pour le futur. Pilotée par six Québécois, l'expédition comptait neuf personnes, de cinq pays différents. Ils ont réussi, sur ces deux jours, l'ascension d'un des derniers territoires inexplorés par les humains,. Ils y ont planté le drapeau norvégien (maintenant dans un musée à Oslo) et ont mesuré précisément le sommet à 774 m pour les archives du Scott Polar Research Institute de l'université de Cambridge.
Les quatre premiers grimpeurs, Aaron Halstead, Will Allen, Bruno Rodi et Jason Rodi, ont été les premiers humains à gravir le plus haut sommet de l'île de roches volcaniques et de glace (répertorié à 780 mètres). Ils ont laissé une capsule temporelle contenant au sommet des visions de l'avenir pour 2062. Le lendemain matin, l'expert alpiniste néo-zélandais Aaron Halstead a mené les cinq autres grimpeurs : Sarto Blouin, Seth Sherman, Chakib Bouayed, Cindy Sampson et Ákos Hivekovics jusqu'au sommet.

## Domaine Internet
Même si l'île est inhabitée, elle possède son propre code Internet international : .bv (sur la liste TLD de code de pays).

### Source
- (en) Philip Edwards, James Cook: The Journals, prepared from the original manuscripts by J. C. Beaglehole 1955-67, Penguin Books, Londres, 2000  (ISBN 978-0140436471)